# 新兴江
新兴江，位于中国广东省西部，是西江右岸支流，上游称簕竹河，发源于新兴县东南部天露山西麓，西北流经合河水库、大江镇，至河头镇转东北流，与广茂铁路并行至簕竹镇转东流，至新兴县城新城镇北郊的洞口墟（原属洞口镇）右纳大南河后始称“新兴江”，新兴江经车岗镇后进入云浮市云城区，东北流经云城区腰古镇、高要市新桥镇，至高要市区南岸街道汇入西江。干流长145千米，平均比降0.98‰，流域面积2355平方千米。
目前在新興縣內建有多個水力發電站，為附近地區提供電力。